# Rhacophorus hoanglienensis
Rhacophorus hoanglienensis är en groddjursart som beskrevs av Orlov, Lathrop, Murphy och Ho 200. Rhacophorus hoanglienensis ingår i släktet Rhacophorus och familjen trädgrodor. IUCN kategoriserar arten globalt som otillräckligt studerad. Inga underarter finns listade i Catalogue of Life.